# Speocera decui
Speocera decui är en spindelart som beskrevs av Margareta Dumitrescu och C.Constantin Georgescu 1992. Speocera decui ingår i släktet Speocera och familjen Ochyroceratidae.
Artens utbredningsområde är Kuba. Inga underarter finns listade i Catalogue of Life.